# محمد موسی هوتک
محمد موسی هوتک (زاده: ۱۳۳۳ ولسوالی جلریز، ولایت میدان وردک) سیاست‌مدار افغانستانی و نماینده مردم وردک در دوره پانزدهم مجلس نمایندگان افغانستان و والی اسبق ولایت کابل است.

## زندگی‌نامه
محمد موسی هوتک متولد ۱۳۳۳ از ولسوالی جلریز ولایت میدان وردک افغانستان است. وی دارای مدرک تحصیلی لیسانس از انستیتوت پیدا گوژی کابل است.

## دیگر فعالیت‌ها
- معلم.[۱]
- فرمانده/قوماندان جهادی.[۱]
- والی کابل.[۱]
- مشاور رئیس‌جمهور محمد اشرف غنی.[۲]
- معاون وزارت برنامه‌ریزی.[۱]
- عضو گردهمایی‌های اضطراری و تصویب قانون اساسی.[۱]